# 杨小平
杨小平（1959年4月—），安徽合肥人，汉族，中华人民共和国政治人物、第十二届全国人民代表大会广西地区代表。

## 生平
毕业于云南财经学院金融专业。加入中国共产党。担任中国人民银行昆明中心支行行长，国家外汇管理局云南省分局局长。2008年起担任全国人大代表。2013年，担任全国人大代表。2018年2月24日，当选为第十三届全国人大代表。2022年2月，涉嫌严重违纪违法，接受纪律审查和监察调查。2022年4月，被云南省人大常委会罢免全国人民代表大会代表职务，代表资格终止。